# هونگچی سی‌ای۷۷۰
هونگچی سی‌ای۷۷۰ (انگلیسی: Hongqi CA770) یک مدل خودروی لوکس است که توسط سازنده چینی گروه فاو از سال ۱۹۶۶ تا ۱۹۸۱ تولید شده است. همچنین به عنوان پرچم قرمز سی‌ای۷۷۰ شناخته می‌شود. این خودرو در درجه اول برای مناسبت‌های دولتی استفاده می‌شد و نماد قدرت سیاسی چین در نظر گرفته می‌شد. هونگچی سی‌ای۷۷۰ دارای طراحی متمایز با کاپوت بلند، جلوپنجره بزرگ و چراغ‌های گرد است. فضای داخلی جادار و مجلل با صندلی‌های چرمی، درج‌های چوبی و تهویه مطبوع است. هونگچی سی‌ای۷۷۰ دارای یک موتور ۵٫۶ لیتری هست سیلندر است که ۲۱۵ اسب بخار قدرت و ۳۲۵ پوند فوت گشتاور تولید می‌کند. تنها چند صد خودروی هونگچی سی‌ای۷۷۰ تولید شد و امروزه مورد توجه کلکسیونرها هستند.